# Liste der böhmischen Herrscher
Die Liste der böhmischen Herrscher umfasst die Herzöge und späteren Könige seit der Festigung des böhmischen Staatswesens im 9. Jahrhundert.

## Herzöge von Böhmen
| Bild | Name                          | von     | bis     | Geschlecht  | Titel             |
| ---- | ----------------------------- | ------- | ------- | ----------- | ----------------- |
|      | Bořivoj I.                    | 875     | 889     | Přemysliden | Herzog von Böhmen |
|      | Svatopluk I.                  | 888/889 | 894     | Mojmiriden  | Herzog von Böhmen |
|      | Spytihněv I.                  | 894     | 915     | Přemysliden | Herzog von Böhmen |
|      | Vratislav I.                  | 915     | 921     | Přemysliden | Herzog von Böhmen |
|      | Wenzel der Heilige            | 921     | 929/935 | Přemysliden | Herzog von Böhmen |
|      | Boleslav I., der Grausame     | 929/935 | 972     | Přemysliden | Herzog von Böhmen |
|      | Boleslav II., der Fromme      | 972     | 999     | Přemysliden | Herzog von Böhmen |
|      | Boleslav III., der Rothaarige | 999     | 1002    | Přemysliden | Herzog von Böhmen |
|      | Vladivoj                      | 1002    | 1003    | Přemysliden | Herzog von Böhmen |
|      | Boleslav III. (2. Amtszeit)   | 1003    | 1003    | Přemysliden | Herzog von Böhmen |
|      | Boleslav IV. Chrabrý          | 1003    | 1004    | Piasten     | Herzog von Böhmen |
|      | Jaromír                       | 1004    | 1012    | Přemysliden | Herzog von Böhmen |
|      | Oldřich                       | 1012    | 1033    | Přemysliden | Herzog von Böhmen |
|      | Jaromír (2. Amtszeit)         | 1033    | 1034    | Přemysliden | Herzog von Böhmen |
|      | Oldřich (2. Amtszeit)         | 1034    | 1034    | Přemysliden | Herzog von Böhmen |
|      | Břetislav I.                  | 1034    | 1055    | Přemysliden | Herzog von Böhmen |
|      | Spytihněv II.                 | 1055    | 1061    | Přemysliden | Herzog von Böhmen |

## Herzöge (und einzelne Könige) von Böhmen
| Bild | Name                    | von       | bis       | Geschlecht  | Titel                                                                           |
| ---- | ----------------------- | --------- | --------- | ----------- | ------------------------------------------------------------------------------- |
|      | Vratislav II. (I.)      | 1061      | 1092      | Přemysliden | Herzog von Böhmen bis 1085, danach König von Böhmen (Titel erst 1198 anerkannt) |
|      | Konrád I.               | 1092      |           | Přemysliden | Herzog von Böhmen                                                               |
|      | Břetislav II.           | 1092      | 1100      | Přemysliden | Herzog von Böhmen                                                               |
|      | Bořivoj II.             | 1100/1107 | 1117/1120 | Přemysliden | Herzog von Böhmen                                                               |
|      | Svatopluk von Olmütz    | 1107      | 1109      | Přemysliden | Herzog von Böhmen                                                               |
|      | Vladislav I.            | 1109/1117 | 1120/1125 | Přemysliden | Herzog von Böhmen                                                               |
|      | Soběslav I.             | 1125      | 1140      | Přemysliden | Herzog von Böhmen                                                               |
|      | Vladislav II. (I.)      | 1140      | 1172      | Přemysliden | Herzog von Böhmen bis 1158, danach König von Böhmen                             |
|      | Bedřich                 | 1172      | 1173      | Přemysliden | Herzog von Böhmen                                                               |
|      | Soběslav II.            | 1173      | 1178      | Přemysliden | Herzog von Böhmen                                                               |
|      | Bedřich (2. Amtszeit)   | 1178      | 1189      | Přemysliden | Herzog von Böhmen                                                               |
|      | Konrád II. Otto         | 1189      | 1191      | Přemysliden | Herzog von Böhmen                                                               |
|      | Wenzel II.              | 1191      | 1192      | Přemysliden | Herzog von Böhmen                                                               |
|      | Ottokar I. Přemysl      | 1192      | 1193      | Přemysliden | Herzog von Böhmen                                                               |
|      | Heinrich Břetislav III. | 1193      | 1197      | Přemysliden | Herzog von Böhmen                                                               |
|      | Vladislav Heinrich      | 1197      | 1197      | Přemysliden | Herzog von Böhmen                                                               |

## Könige von Böhmen
| Bild | Name                                                           | von             | bis          | Geschlecht          | Titel                                                             |
| --- | -------------------------------------------------------------- | --------------- | ------------ | ------------------- | ----------------------------------------------------------------- |
| | Ottokar I. Přemysl                                             | 1197            | 1230         | Přemysliden         | Herzog von Böhmen bis 1198, danach König von Böhmen               |
| | Wenzel I.                                                      | 1230            | 1253         | Přemysliden         | König von Böhmen                                                  |
| | Ottokar II. Přemysl                                            | 1253            | 1278         | Přemysliden         | König von Böhmen                                                  |
| | Wenzel II.                                                     | 1278            | 1305         | Přemysliden         | König von Böhmen                                                  |
| | Wenzel III.                                                    | 1305            | 1306         | Přemysliden         | König von Böhmen                                                  |
| | Rudolf I.                                                      | 18. Januar 1307 | 3. Juli 1307 | Habsburger          | König von Böhmen                                                  |
| | Heinrich von Kärnten                                           | 15. August 1307 | 1310         | Meinhardiner        | König von Böhmen                                                  |
| | Johann von Luxemburg                                           | 1311            | 1346         | Luxemburger         | König von Böhmen                                                  |
| | Karl I. (Kaiser Karl IV.)                                      | 1346            | 1378         | Luxemburger         | König von Böhmen, römisch-deutscher Kaiser                        |
| | Wenzel IV.                                                     | 1378            | 1419         | Luxemburger         | König von Böhmen, römisch-deutscher König                         |
| | Sigismund                                                      | 1420            | 1437         | Luxemburger         | König von Böhmen, römisch-deutscher Kaiser                        |
| | Albrecht (König Albrecht II.)                                  | 1438            | 1439         | Habsburger          | König von Böhmen, römisch-deutscher König                         |
| | Ladislaus Postumus                                             | 1453            | 1457         | Habsburger          | König von Böhmen                                                  |
| | Georg von Podiebrad                                            | 1458            | 1471         | Poděbrad            | König von Böhmen                                                  |
| | Matthias I. Corvinus (Gegenkönig)                              | 1469            | 1490         | Hunyadi             | König von Böhmen                                                  |
| | Vladislav II.                                                  | 1471            | 1516         | Jagiellonen         | König von Böhmen                                                  |
| | Ludwig                                                         | 1516            | 1526         | Jagiellonen         | König von Böhmen                                                  |
| | Ferdinand I.                                                   | 1526            | 1562         | Habsburger          | König von Böhmen, römisch-deutscher Kaiser                        |
| | Maximilian I. (Kaiser Maximilian II.)                          | 1562            | 1576         | Habsburger          | König von Böhmen, römisch-deutscher Kaiser                        |
| | Rudolf II.                                                     | 1575            | 1611         | Habsburger          | König von Böhmen, römisch-deutscher Kaiser                        |
| | Matthias II.                                                   | 1611            | 1617         | Habsburger          | König von Böhmen, römisch-deutscher Kaiser                        |
| | Ferdinand II.                                                  | 1617            | 1627         | Habsburger          | König von Böhmen, römisch-deutscher Kaiser                        |
| | Friedrich von der Pfalz                                        | 1619            | 1620/32      | Wittelsbacher       | König von Böhmen (de facto)                                       |
| | Ferdinand III.                                                 | 1627            | 1657         | Habsburger          | König von Böhmen, römisch-deutscher Kaiser                        |
| | Ferdinand IV.                                                  | 1646            | 1654         | Habsburger          | (Titular-)König von Böhmen, römisch-deutscher König               |
| | Leopold I.                                                     | 1657            | 1705         | Habsburger          | König von Böhmen, römisch-deutscher Kaiser                        |
| | Joseph I.                                                      | 1705            | 1711         | Habsburger          | König von Böhmen, römisch-deutscher Kaiser                        |
| | Karl II. (Kaiser Karl VI.)                                     | 1711            | 1740         | Habsburger          | König von Böhmen, römisch-deutscher Kaiser                        |
| | Maria Theresia                                                 | 1740/43         | 1780         | Habsburger          | Königin von Böhmen                                                |
| | Karl Albrecht (als Gegenkönig Karl III., als Kaiser Karl VII.) | 1741            | 1743/45      | Wittelsbacher       | König von Böhmen, römisch-deutscher Kaiser                        |
| | Joseph II.                                                     | 1780            | 1790         | Habsburg-Lothringen | König von Böhmen, römisch-deutscher Kaiser                        |
| | Leopold II.                                                    | 1790            | 1792         | Habsburg-Lothringen | König von Böhmen, römisch-deutscher Kaiser                        |
| | Franz I. (Kaiser Franz II./I.)                                 | 1792            | 1835         | Habsburg-Lothringen | König von Böhmen, römisch-deutscher Kaiser, Kaiser von Österreich |
| | Ferdinand V. (Kaiser Ferdinand I.)                             | 1835            | 1848         | Habsburg-Lothringen | König von Böhmen, Kaiser von Österreich                           |
| | Franz Joseph I.                                                | 1848            | 1916         | Habsburg-Lothringen | König von Böhmen, Kaiser von Österreich                           |
| | Karl III. (Kaiser Karl I.)                                     | 1916            | 1918         | Habsburg-Lothringen | König von Böhmen, Kaiser von Österreich                           |
| Am 28. Oktober 1918 wurde in Prag die Tschechoslowakei proklamiert, und am 12. November 1918 die republikanische Staatsform festgelegt. |                                                                |                 |              |                     |                                                                   |

Zur Fortsetzung siehe:
- Liste der Präsidenten der Tschechoslowakei (Staatsoberhäupter der Republik)